# Torneo di Wimbledon 1926
Il Torneo di Wimbledon 1926 è stata la 46ª edizione del Torneo di Wimbledon e terza prova stagionale dello Slam per il 1926.
Si è giocato sui campi in erba dell'All England Lawn Tennis and Croquet Club di Wimbledon a Londra in Gran Bretagna. 
Il torneo ha visto vincitore nel singolare maschile il francese Jean Borotra
che ha sconfitto in finale in 3 set lo statunitense Howard Kinsey con il punteggio di 8–6 6–1 6–3.
Nel singolare femminile si è imposta la britannica Kitty McKane Godfree che ha battuto in finale in 3 set la connazionale Lilí de Álvarez.
Nel doppio maschile hanno trionfato Henri Cochet e Jacques Brugnon, 
il doppio femminile è stato vinto dalla coppia formata da Elizabeth Ryan e Mary Browne e 
nel doppio misto hanno vinto Kathleen McKane Godfree con Leslie Godfree.
In doppio maschile si registra la partecipazione del futuro Re Giorgio VI, all'epoca principe, e del suo consigliere Louis Greig; persero al primo turno contro Arthur Gore e Herbert Barrett.

## Risultati

### Singolare maschile
Jean Borotra ha battuto in finale  Howard Kinsey 8–6 6–1 6–3

### Singolare femminile
Kitty McKane Godfree ha battuto in finale  Lilí de Álvarez con il punteggio di 6–2, 4–6, 6–3

### Doppio maschile
Henri Cochet /  Jacques Brugnon hanno battuto in finale  Howard Kinsey /  Vincent Richards con il punteggio di 7–5, 4–6, 6–3, 6–2

### Doppio femminile
Elizabeth Ryan /   Mary Browne hanno battuto in finale  Kathleen McKane Godfree /   Evelyn Colyer con il punteggio di 6–1, 6–1

### Doppio misto
Kathleen McKane Godfree /  Leslie Godfree hanno battuto in finale  Mary Browne /  Howard Kinsey con il punteggio di 6–3, 6–4